# Janusz Charczuk
Janusz Charczuk (ur. 20 lutego 1941 w Sokalu) – polski piłkarz występujący na pozycji napastnika, architekt, ikonograf.

## Życiorys
Janusz Charczuk urodził się 20 lutego 1941 roku w Sokalu, skąd po zakończeniu II wojny światowej przeniósł się z rodziną do Ustki. Mając 7–8 lat uczył się gry na pianinie. Lekcje pobierał przez pół roku, po czym oznajmił ojcu, że woli uprawiać piłkę nożną. Charczuk grywał wówczas na podwórku, zaś w 1955 roku rozpoczął treningi w Czarnych Słupsk. W 1959 roku zdał maturę i rozpoczął studia architektoniczne na Politechnice Gdańskiej. Łączył studia dzienne z dalszą grą w piłkę. Zasilił wtenczas pierwszoligową Lechię Gdańsk. W nowym zespole zadebiutował 13 marca 1960 roku w przegranym 1:0 meczu z Górnikiem Zabrze, zaś pierwszą bramkę zdobył 24 lipca w zremisowanym 1:1 spotkaniu z ŁKS–em Łódź. W sezonie 1962/1963 Charczuk zanotował z Lechią spadek do II ligi, natomiast w sezonie 1966/1967 do III ligi. 30 kwietnia 1968 roku uzyskał tytuł magistra inżyniera i zaczął pracować w biurze projektowym. Za pracę dyplomową pt. „Studium planu szczegółowego śródmieścia miasta Starogardu Gdańskiego” uzyskał od Towarzystwa Urbanistów Polskich nagrodę. Po sezonie 1968/1969 zakończył piłkarską karierę, gdyż nie był w stanie pogodzić treningów z pracą. Ostatni raz dla Lechii wystąpił 18 maja 1969 roku w zremisowanym 1:1 spotkaniu z Gryfem Słupsk. W 1980 roku wyemigrował do Stanów Zjednoczonych, a stamtąd do Kanady. Od 1999 roku pisze ikony. Dwie z nich, „Matka Boska Gdańska” i „Krzyż Kaszubski”, znajdują się w bazylice Wniebowzięcia Najświętszej Maryi Panny w Gdańsku.

## Statystyki
| Sezon     | Klub          | Liga     | Liga krajowa | Liga krajowa | Puchar krajowy | Puchar krajowy | Łącznie | Łącznie |
| --------- | ------------- | -------- | ------------ | ------------ | -------------- | -------------- | ------- | ------- |
| Sezon     | Klub          | Liga     | Meczów       | Bramek       | Meczów         | Bramek         | Meczów  | Bramek  |
| 1960      | Lechia Gdańsk | I Liga   | 16           | 4            | –              | –              | 16      | 4       |
| 1961      | Lechia Gdańsk | I Liga   | 24           | 4            | –              | –              | 24      | 4       |
| 1962      | Lechia Gdańsk | I Liga   | 13           | 5            | 1              | 0              | 14      | 5       |
| 1962/1963 | Lechia Gdańsk | I Liga   | 23           | 5            | –              | –              | 23      | 5       |
| 1963/1964 | Lechia Gdańsk | II Liga  | 18           | 0            | 1              | 1              | 19      | 1       |
| 1964/1965 | Lechia Gdańsk | II Liga  | 21           | 3            | –              | –              | 21      | 3       |
| 1965/1966 | Lechia Gdańsk | II Liga  | 16           | 0            | 2              | 0              | 18      | 0       |
| 1966/1967 | Lechia Gdańsk | II Liga  | 15           | 1            | 3              | 0              | 18      | 1       |
| 1967/1968 | Lechia Gdańsk | III Liga | 4            | 0            | –              | –              | 4       | 0       |
| 1968/1969 | Lechia Gdańsk | III Liga | 3            | 1            | –              | –              | 3       | 1       |
| Razem     | Razem         | Razem    | 153          | 23           | 7              | 1              | 160     | 24      |